# Стапелія
Стапелія (Stapelia L.) — рід трав'янистих рослин підродини ластівневих (Asclepiadoideae) родини барвінкових. Рід включає, за різними оцінками, від близько 40 до понад 100 видів.

## Назва

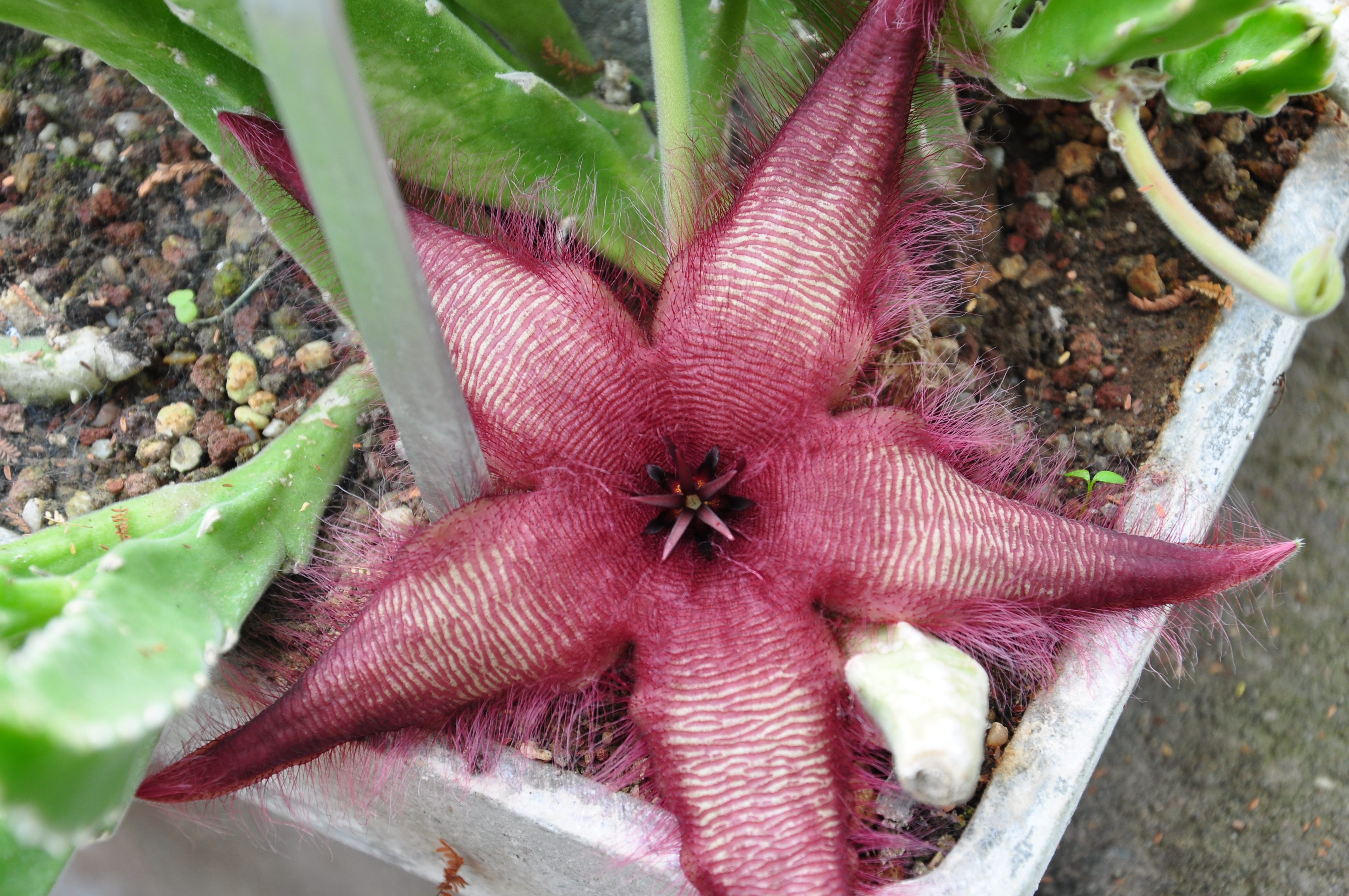
Квітка Stapelia gettleffii

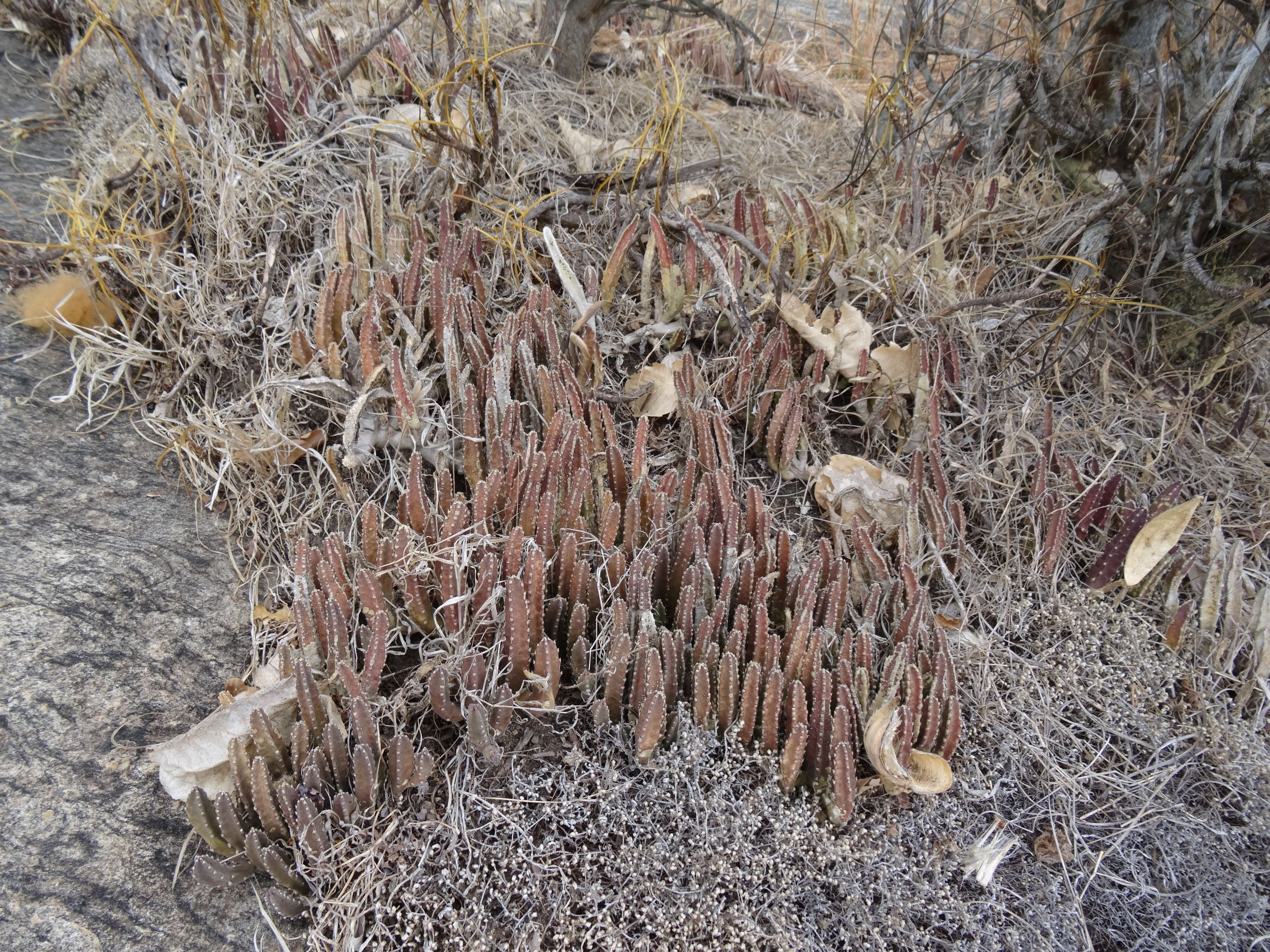
Стапелія в природних умовах на півночі району Ераті, Мозамбік

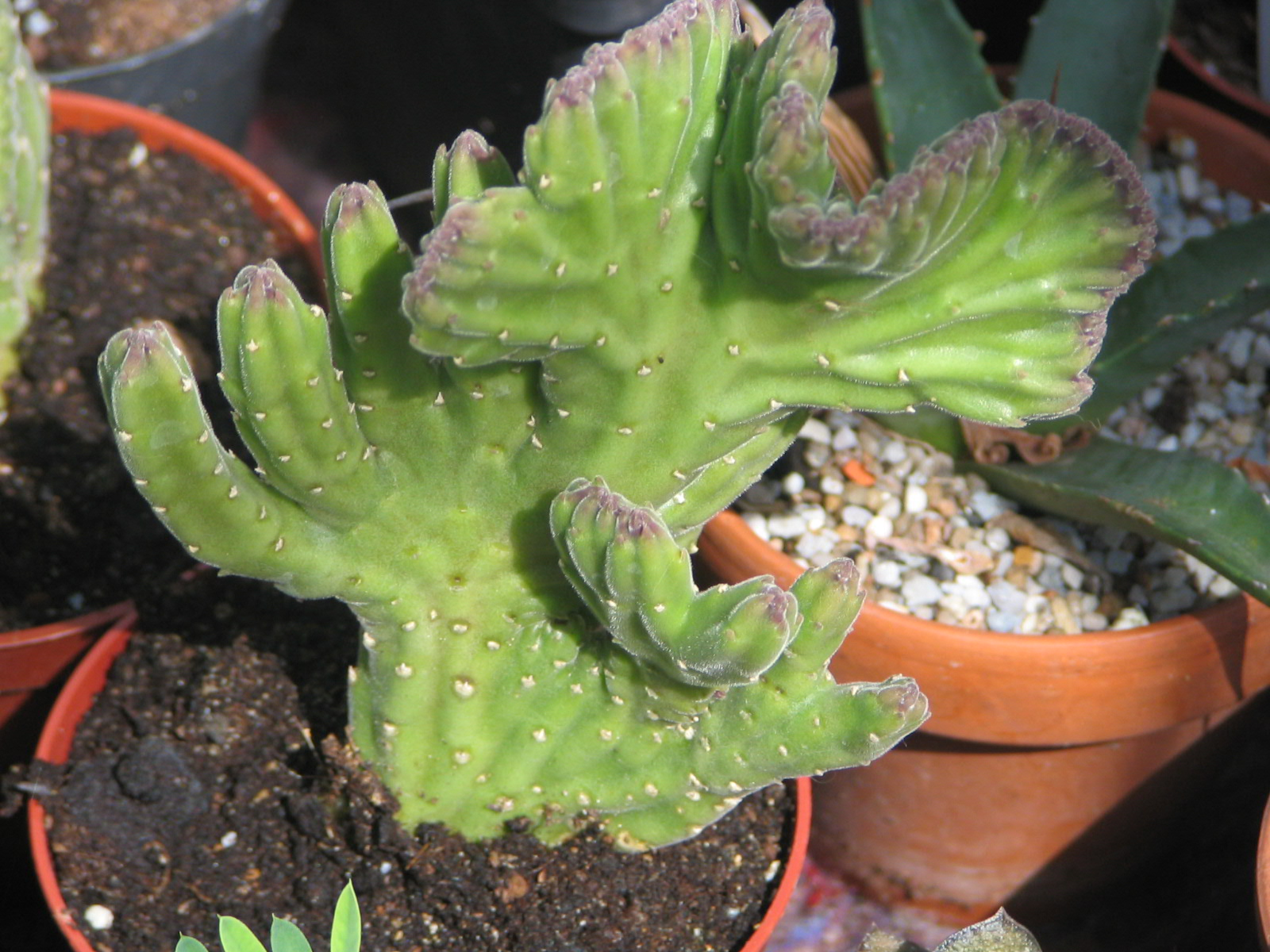
Кристатна форма стапелії

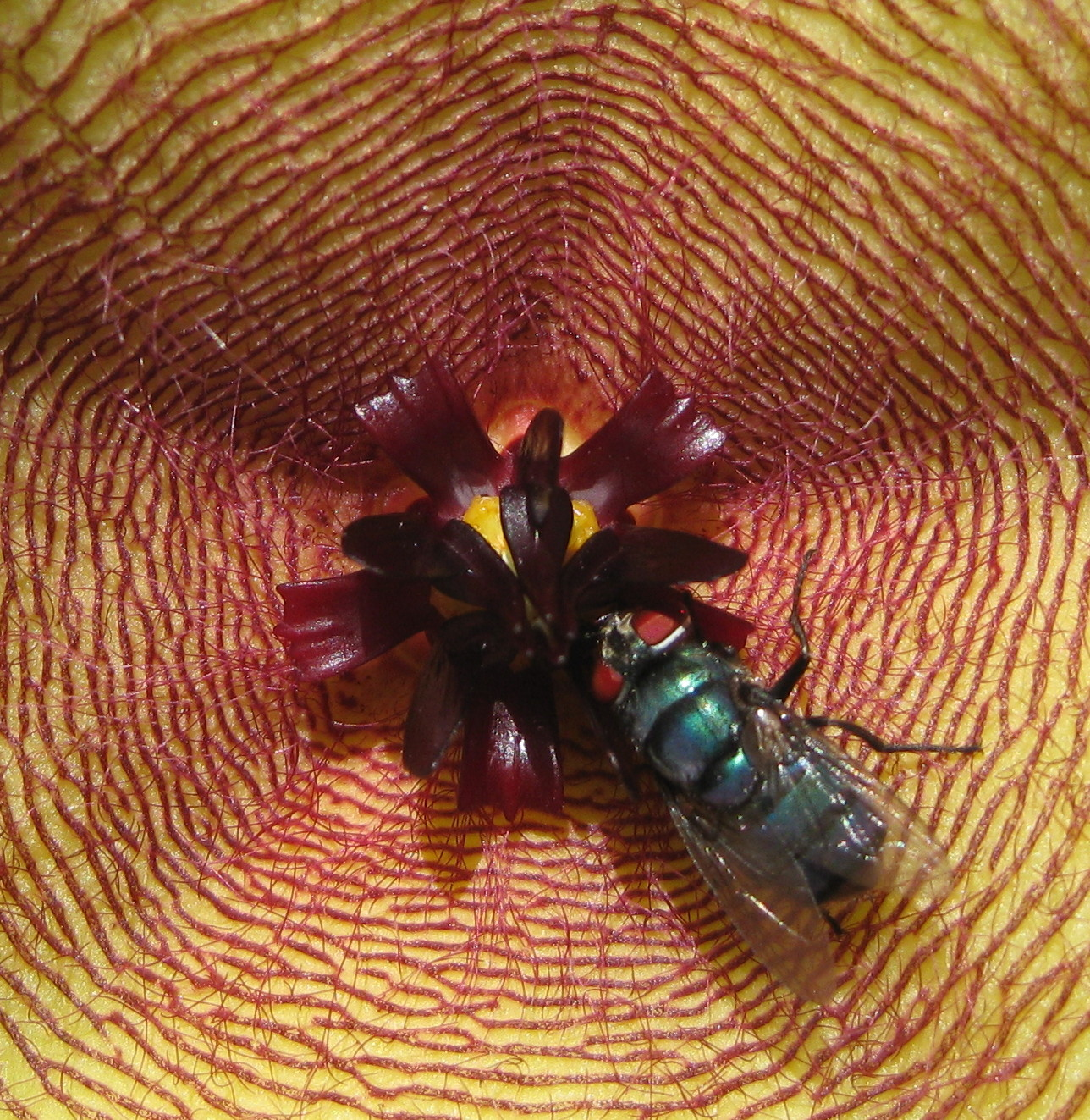
Муха, приваблена запахом гнилого м'яса

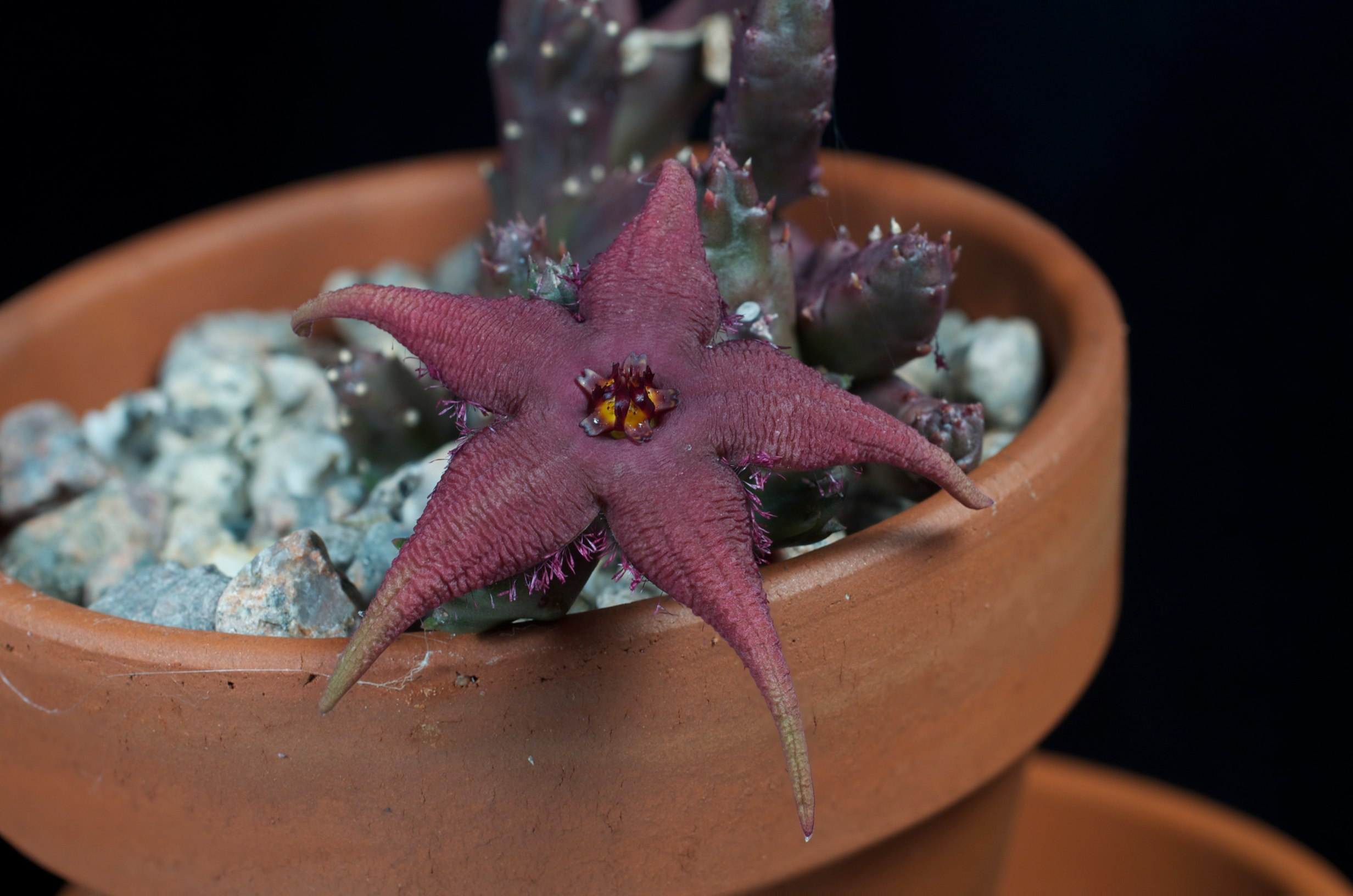
Stapelia schinzii

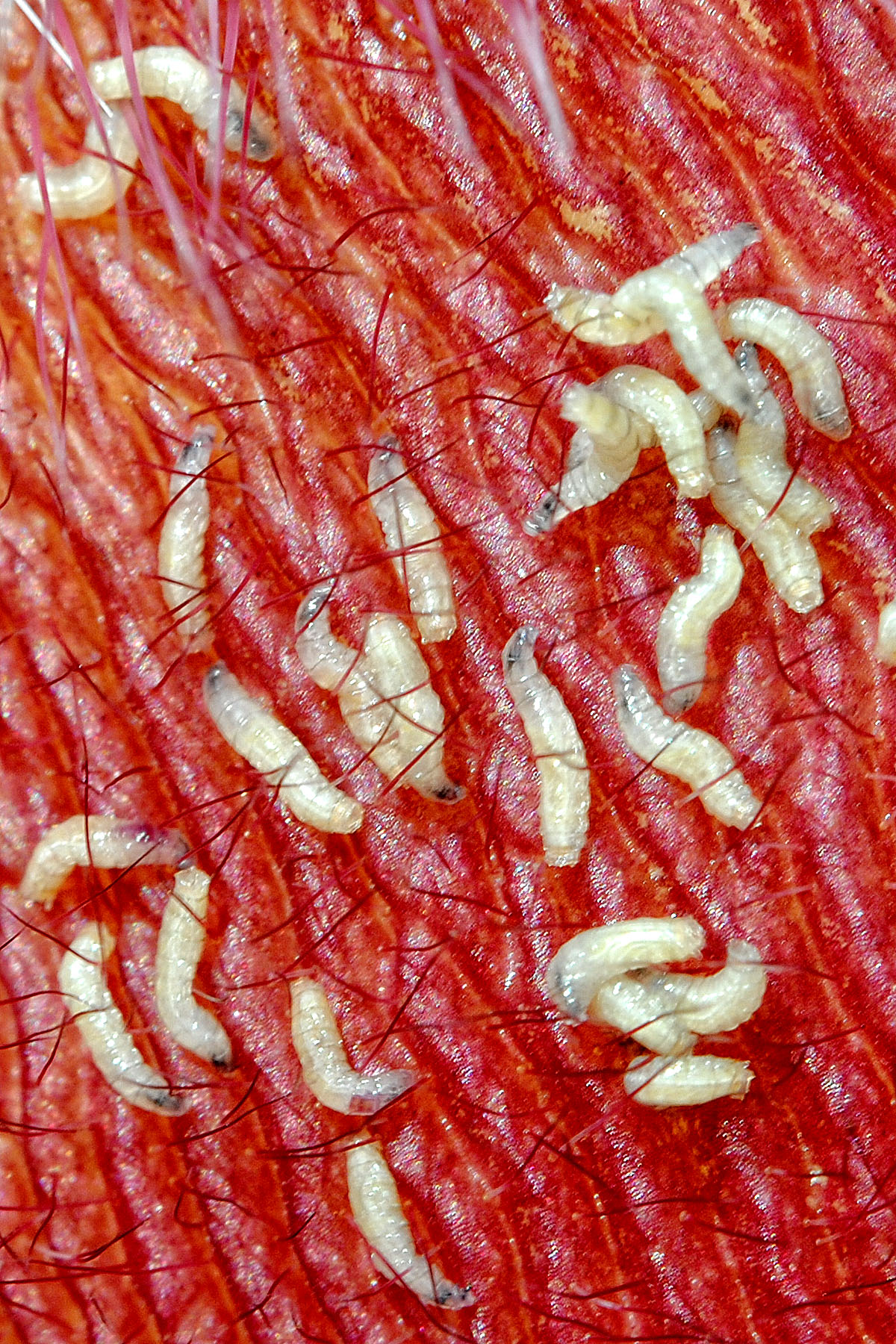
Личинки мух, що вилупилися на квітці стапелії

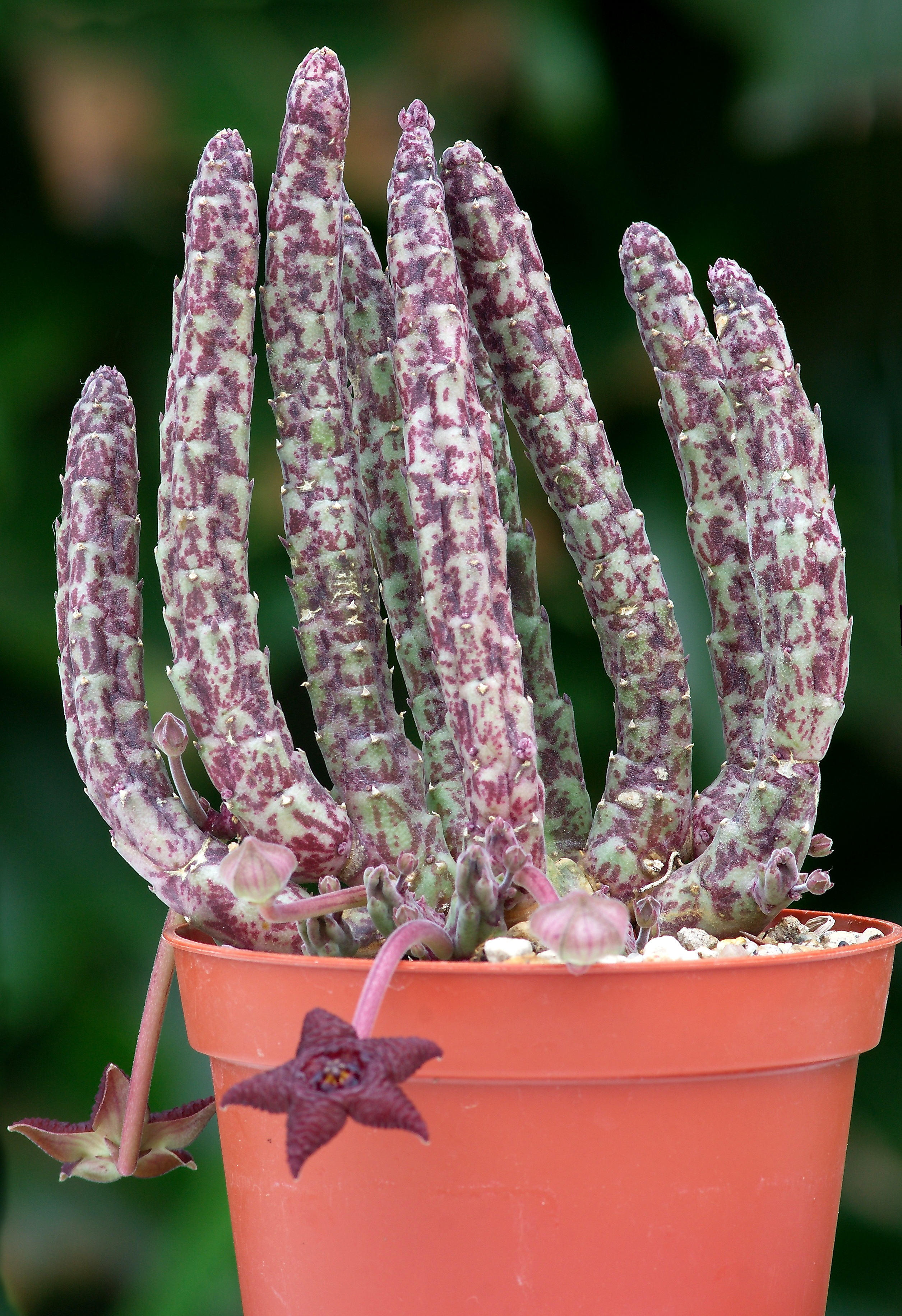
Stapelia similis

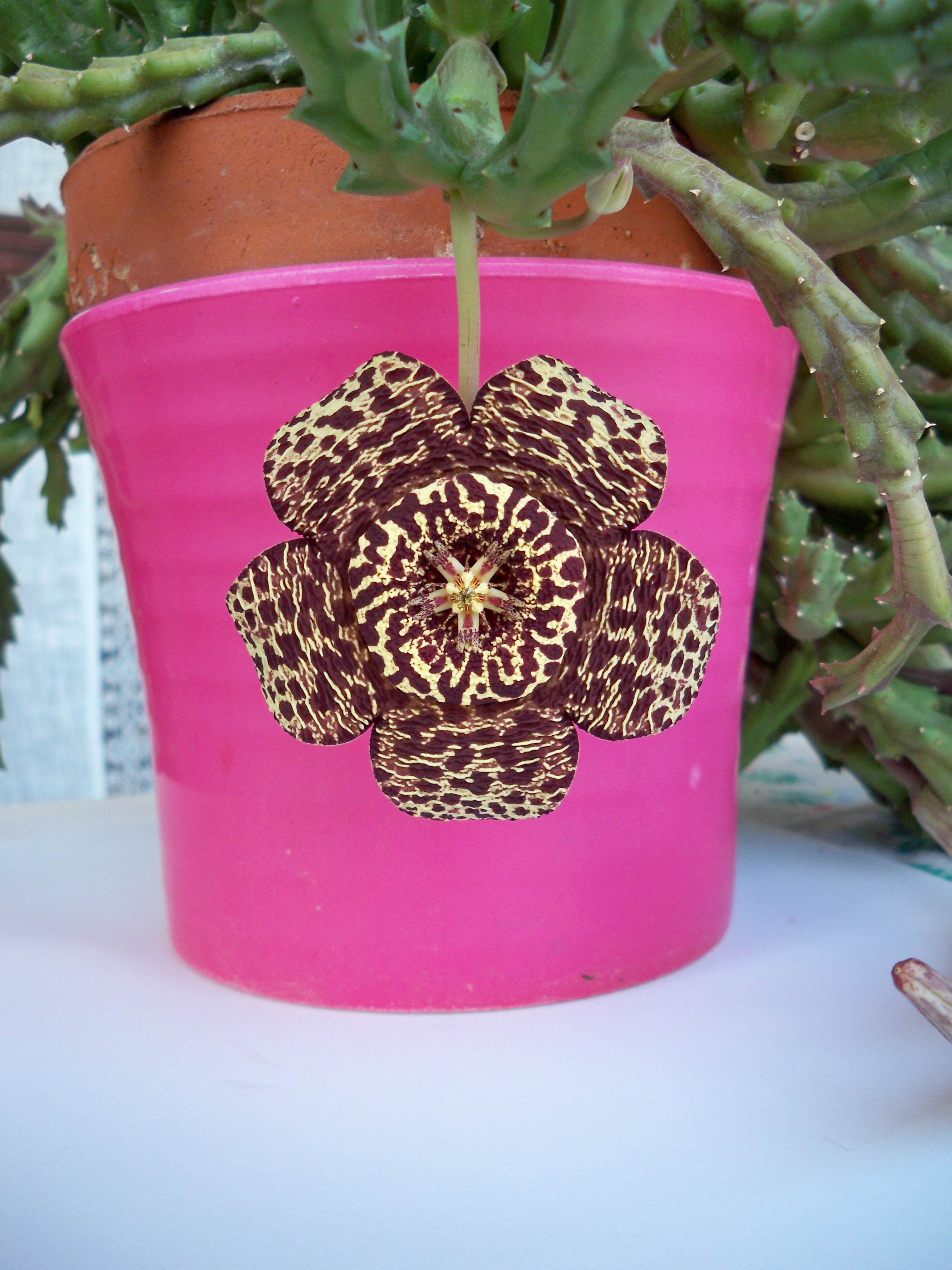
Stapelia lepida

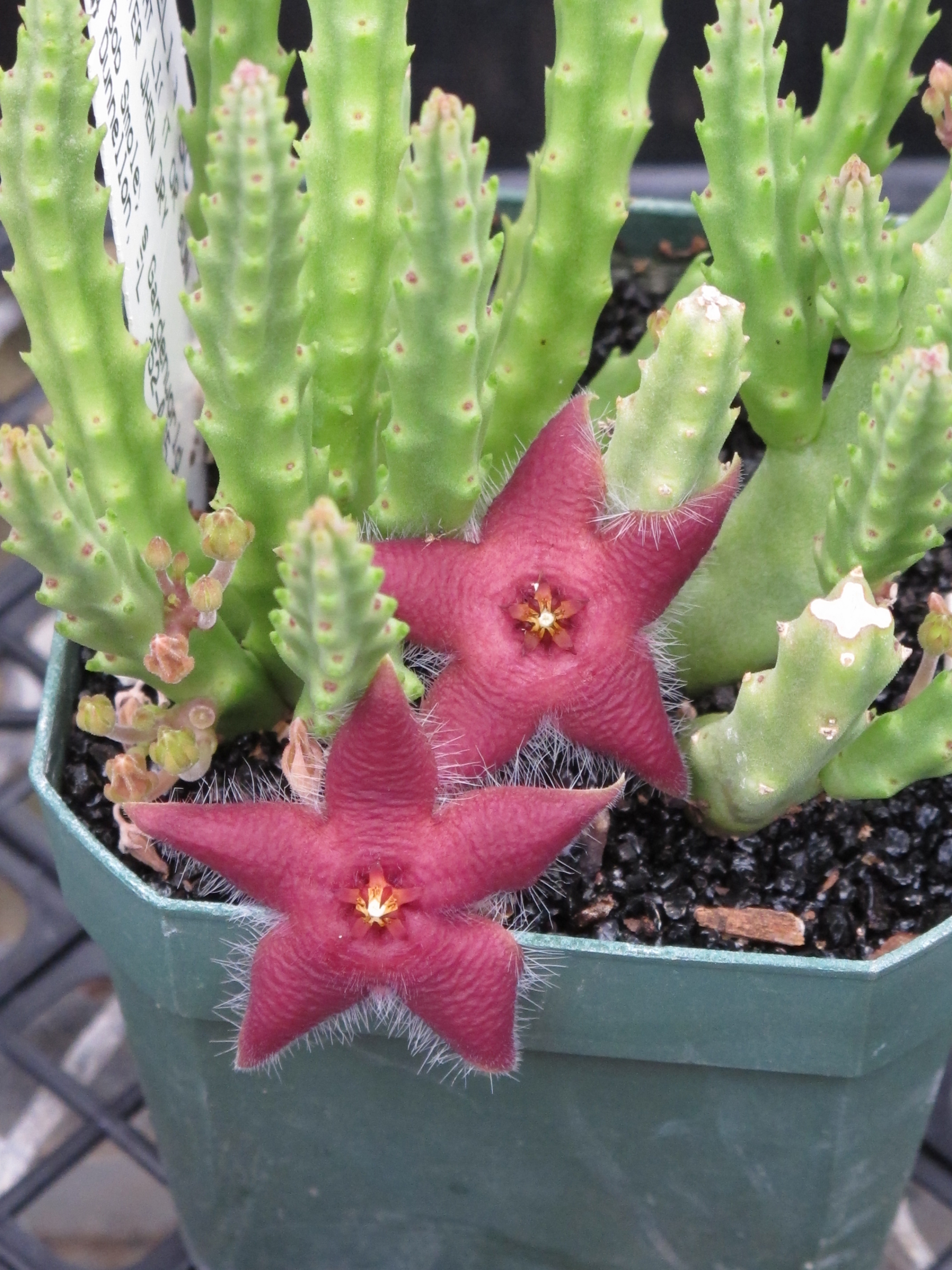
Stapelia scitula

Рід названий на честь Йоганнеса Ван Стапеля — голландського лікаря і ботаніка, що жив у 17 столітті.

## Загальна біоморфологічна характеристика
Низькорослі багаторічні трав'янисті рослини з м'ясистими, сильно розгалуженими біля основи чотиригранними стеблами, на яких розташовані крупні зубці, утворюють дернини. Грані голі або вкриті м'якими волосками, зелені або червонясті. Товщина стебел варіює від 5 до 50 мм в діаметрі. Листя маленькі, зредуковані до лусочок, швидко опадають. При пошкодженні на зламі або ранці виступає білуватий клейкий сік. Квітки переважно утворюються біля основи молодих пагонів, поодинок або зібрані по кілька, нагадують красиві зірочки. Квітки дуже різноманітні за розміром — від 6 до 400 мм в поперечнику. Квітки мають складну будову. Віночок — п'ятичленний, колесоподібний або широкодзвоникоподібний, пелюстки загострені. Забарвлення квіток строкате, жовте, темно-червоне і буре. Вони вкриті вкриті плямами обо штрихами, борозенками або зморшками, по краях розтащовані різноманітно забарвлені війки або волоски. Зазвичай квітки з'являються на нижній частині стебла і видають неприємний запах тухлого м'яса, що приваблює мух, які є запилювачами. Це пояснюється тим, що у пустелях, де мешкають ці рослини, інших запилювачів: бджіл, метеликів, джмелів немає. Крім того, її коричневі зморшкуваті волосисті пелюстки дуже нагадують шкіру мертвої тварини, що гниє і того ж виділяють тепло, як при справжньому гнитті. Мухи іноді бувають так обдурені квітками цієї рослини, що відкладають яйця навколо м'ясистої корони, переконані, що це буде джерелом їжі для їх личинок, що вилупляться. Але ті приречені на голодну смерть. Квітки лише одного виду цього роду мають запах церковного воску — Stapelia flavopurpurea. Плоди стапелій опушені, іноді містять велику кількість насіння. Насіння має тонкий зовнішній край і жмут волосся, що допомагає йому поширюватися вітром.

## Поширення
Поширені в Південній, Південно-Західній та Східній Африці. Стапелії ростуть в посушливих районах тропічної і Південної Африки: в Ботсвані , Зімбабве і особливо в Намібії та ПАР, де росте близько 43 видів. Поза цієї області вони також зустрічаються на півдні Анголи, на півночі Замбії, Малаві та південній центральній частині Мозамбіку.

## Екологія
Ростуть на кам'янистих ґрунтах, по схилах гір та поблизу річок, у затінку дерев та чагарників.

## Охорона
Один вид стапелії занесений до Червоного Списку Міжнародного Союзу Охорони Природи — Stapelia pearsonii. Статус — «Найменший ризик».

## Культивування
Багато видів стапелій вирощуються у ботанічних садах. Великі колекції цих рослин мають ботанічні сади Амстердамського і Кільського університетів. Колекція Ботанічного саду імені академіка Олександра Фоміна представлена сімнадцятьма видами і чотирма підвидами.
Однак приватні колекції за обсягом набагато перевершують колекції ботанічних садів. У Швеції, в місті Упсала існує європейський центр любителів стапелій під назвою «Asclepias», в Голландії, в невеликому містечку Хеллевотслюїс живе подружжя Пауль і Марі, у кожного з яких є по три власні оранжереї, заповнених виключно стапеліями.
В оранжерейно-кімнатних умовах стапелії утримують разом з кактусами. Стапелії невибагливі, добре зимують в освітлених приміщеннях при температурі повітря +12 С … +14 С. Влітку потребують притінення.
Ґрунт складається з пористої суміші парникової землі, крупного піску і дрібного гравію з невеликим додаванням вапна. В Київському Ботанічного саду імені академіка Олександра Фоміна для стапелій використвують землесуміш, що складається з:
- пісок — 1 частина,
- листкова земля — 2 частини,
- дернова земля — 1 частина,
- торф — 1 частина.

Полив помірний. Рослини дуже чутливі до надмірної вологи. Влітку поливають рясно, восени полив обмежують, взимку утримують майже сухо при температурі 10 — 12 °C. Розмноження: насінням, живцями, діленням куща.

## Гете про стапелії
«Найкрасивіші, найжахливіші квіти. У цих химерних створінь міститься начебто набагато більше від розуму і мистецтва, ніж від наївної природи. Ніде у світі рослин не можна знайти такого яскравого протиставлення прекрасного потворному, спокусливого відштовхуючому.», — так визначив стапелії Гете, який випадково познайомився з ними в старому ботанічному саду Лейдена в Голландії, де вони росли у горщиках, підписаних ще Карлом Ліннеєм.

## Галерея зображень

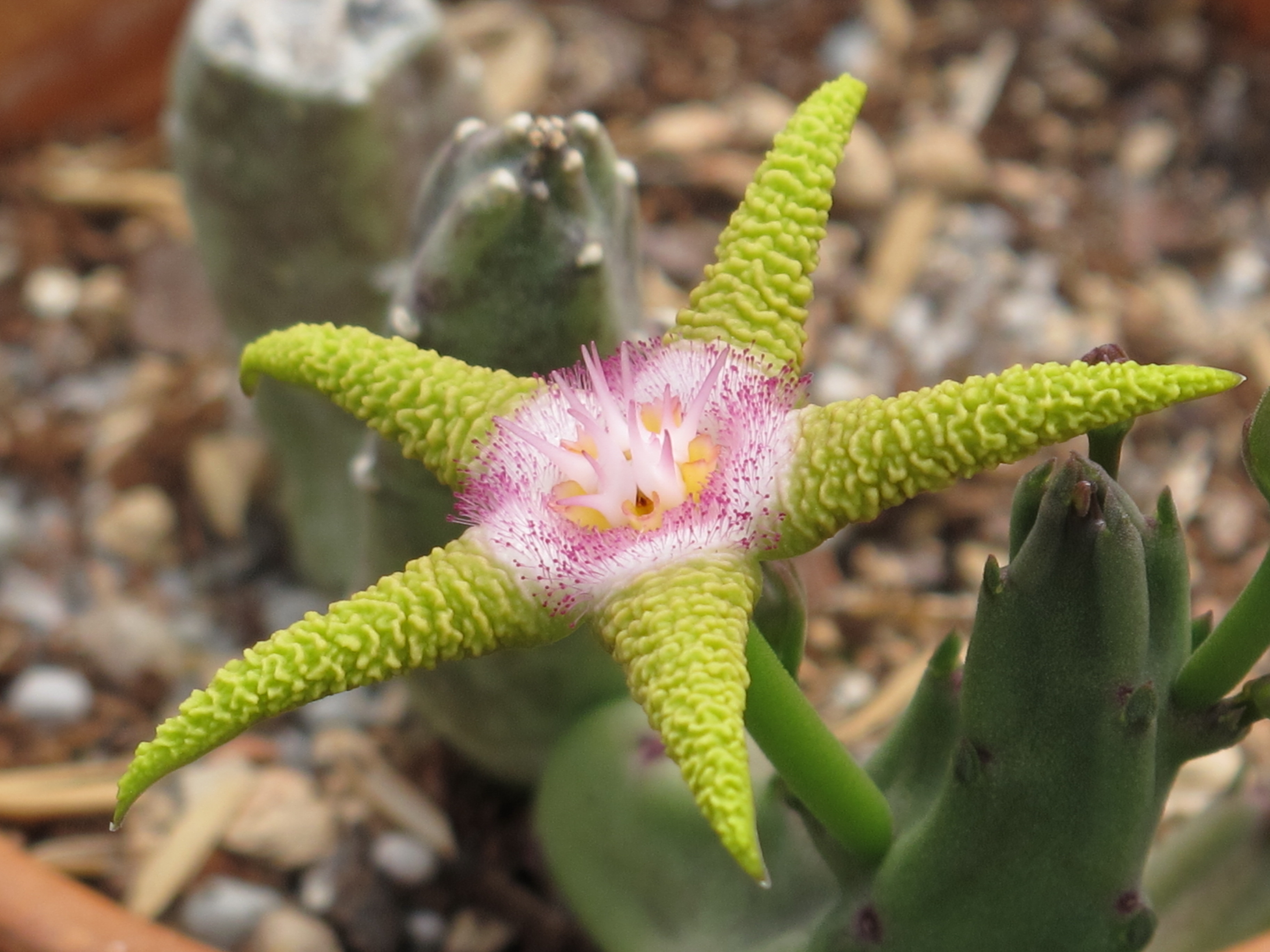
Stapelia flavopurpurea
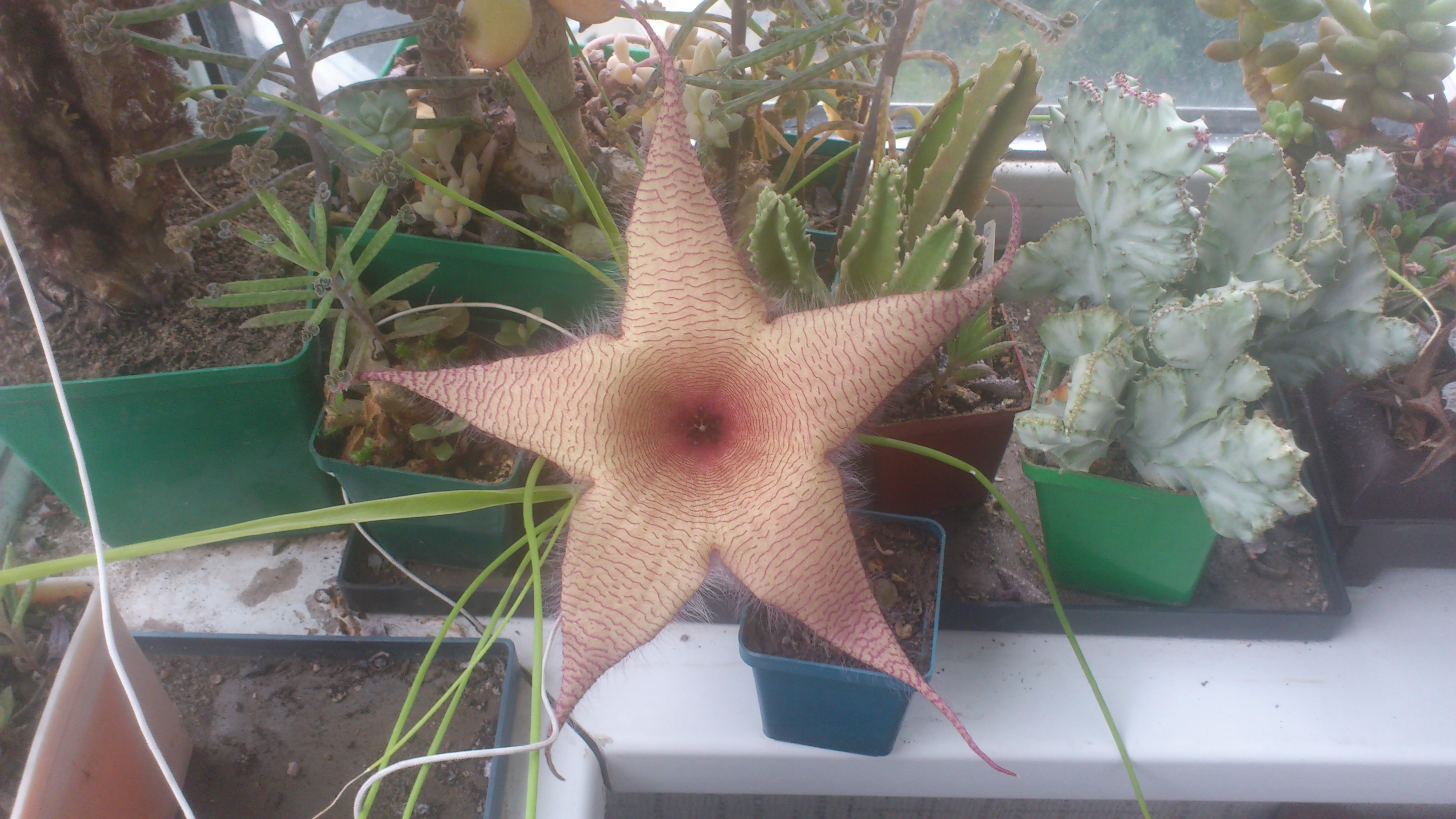
Stapelia gigantea
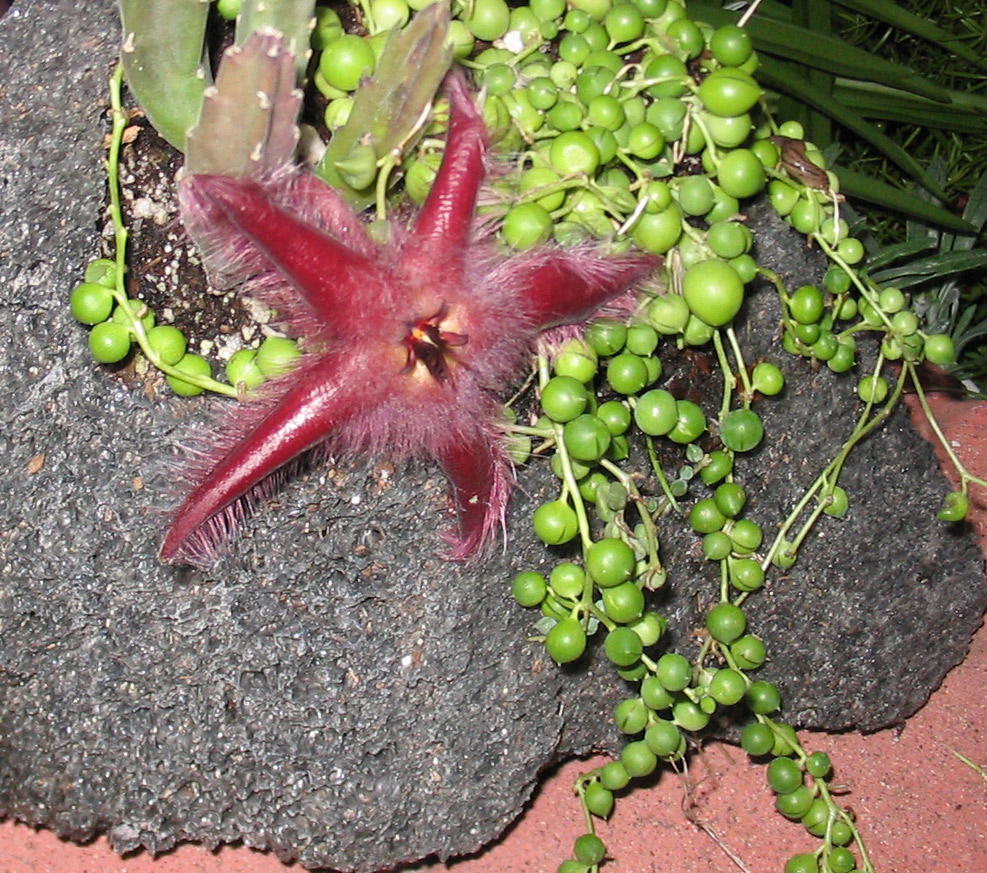
Stapelia hirsuta
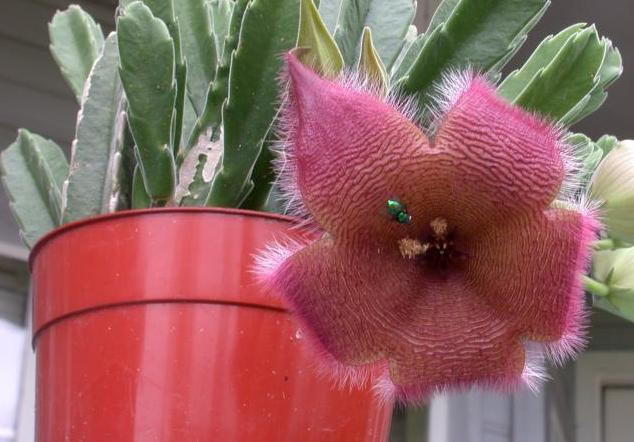
Stapelia grandiflora
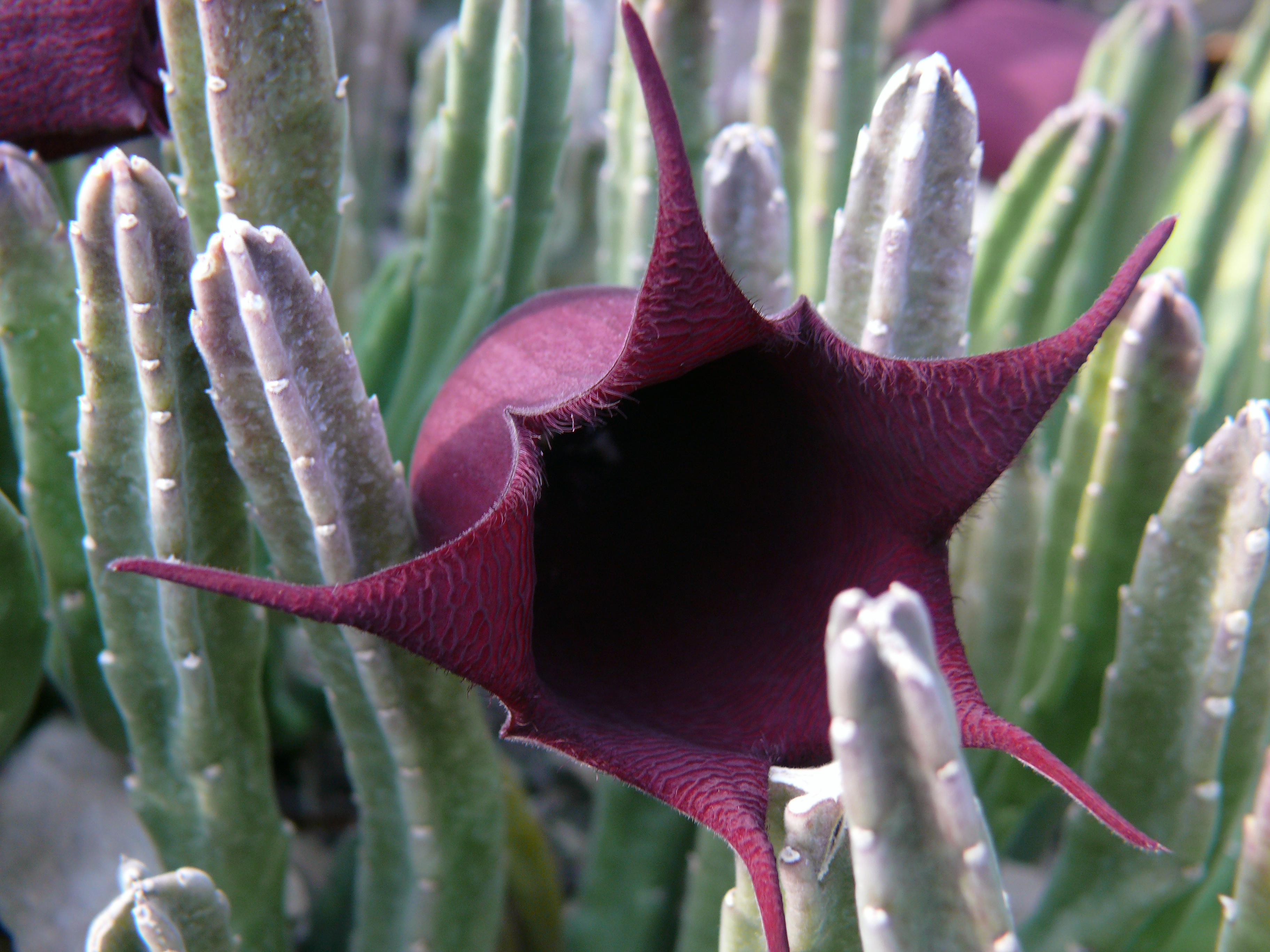
Stapelia leendertziae
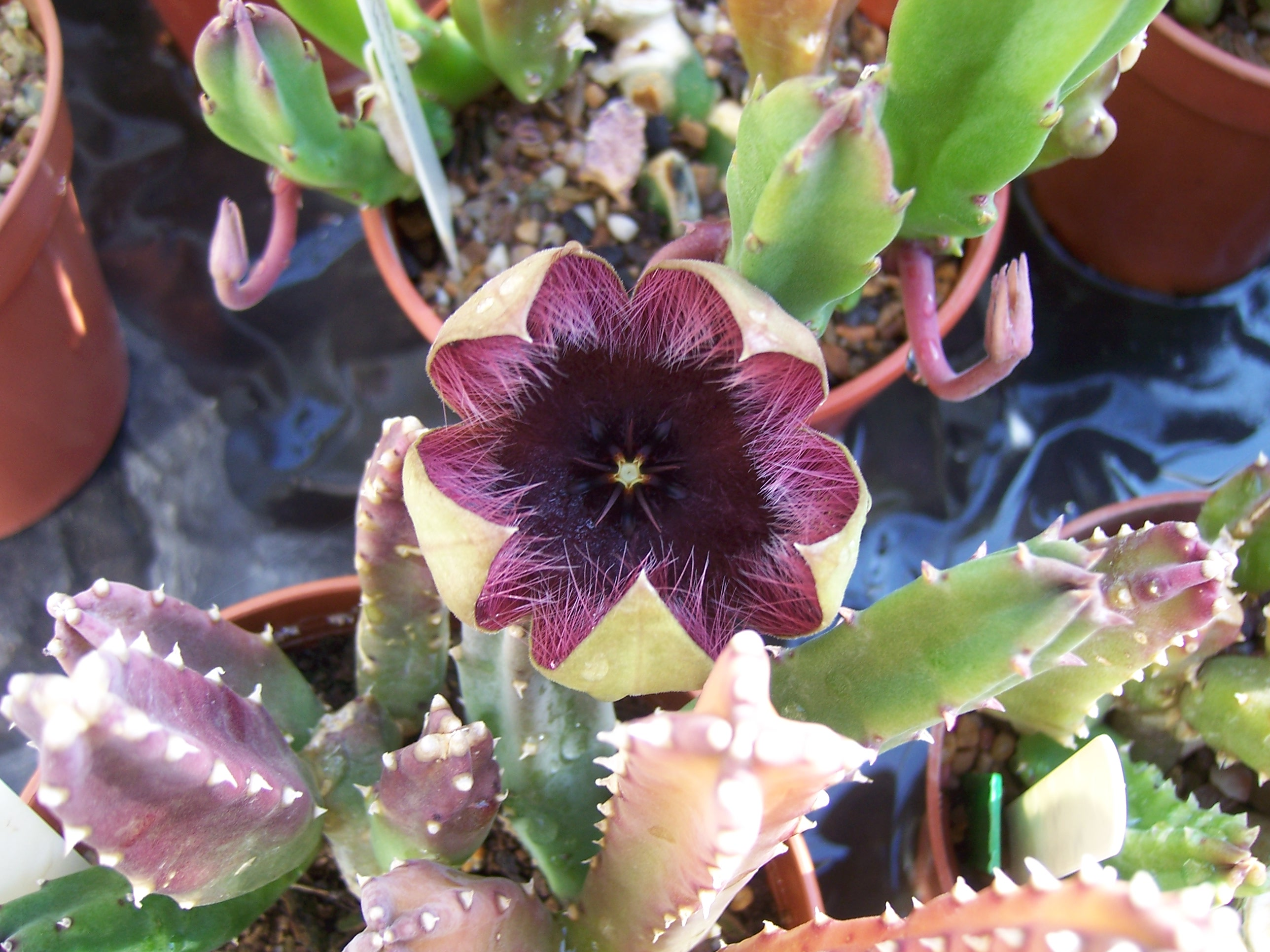
Stapelia gariepensis